# Temnostoma alternans
Temnostoma alternans là một loài ruồi trong họ Ruồi giả ong (Syrphidae). Loài này được Loew mô tả khoa học đầu tiên năm 1864. Temnostoma alternans phân bố ở miền Tân bắc